# Francisco Rufete
Francisco Joaquín Pérez Rufete (Benejúzar, 20 de novembro de 1976) é um ex-futebolista espanhol, que jogava habitualmente como meio-campista. Atualmente é diretor esportivo no Valencia.
TÍTULOS (4)
COMPETIÇÕES INTERNACIONAIS (2)
1 Liga Europa
1 Supertaça da UEFA
COMPETIÇÕES NACIONAIS (2)
2 Liga Espanhola